# メジャマジ・マーチ
メジャマジ・マーチ（めじゃまじ・まーち）は、2009年4月23日にスクウェア・エニックスからリリースされたコンピュータゲーム。

## 概要
Wiiリモコンを振って、マーチングバンドを音楽に合わせて行進させるゲーム。行進するキャラクターには歩調が決まっており、バトンのリズムと歩調と合わないと、キャラクターたちは怒って去って行ってしまうという内容になっている。
また、難易度別のストーリーモードのほかにも、2人で対戦したり、協力したりするモードもある。

## 登場人物
メジャマくん
マーチング・バンドの指揮者に憧れる猫の少年。なお、バトンにはひいひいおばあちゃんの魂が宿っている。
トム
メジャマ君の親友。
エッグプラント・フォックス
名前の通り、ナスみたいな顔をしたキツネの少年。
ミキマイナー
このゲームのストーリーテラーであり、村で一番人気の少女。

## バンドメンバー
スヴェン
担当楽器：ホルン
クワガタムシ。物静かだが力もち。
ディナ
担当楽器：ピッコロ
タンポポの少女。
ミスター・シャープ
担当楽器：ホルン
ワニのビジネスマン。
クラウス
担当楽器：シロフォン
花屋を営むサボテン。
おぼうさん
担当楽器：クラリネット
寺で修行するキノコ。
フィオナ
担当楽器：オーボエ
フラミンゴ。
リンク
担当楽器：トロンボーン
ジャングル王国の王子であるライオンだが、現在は音楽のプロデュースのためにメジャマたちの町に来ている。
バセル
担当楽器：トライアングル
人助けが好きな蝶。
スーザ
担当楽器:スーザフォン
保険会社の社員である豚。

## 評価
日本における『メジャマジ・マーチ』の発売日から2日間の売り上げは600本と不調で、メディアクリエイトの週間ソフト＆ハードセルスルーランキングトップ50に入ることができなかった 。
tech-gaming.comでの評価はBだったのに対し、
Edge Magazine # 202での評価は10点満点中3点だった。
ゲーム批評番組Reviews on the Runの Jose "Fubar" Sanchezは0.0点を、Victor Lucasは0.5点をそれぞれつけ、二人の低評価の理由は 「忌々しいコントローラが動かない!」ということのほかにも、Nintendo Powerが 6.0点をつけたことに対する不満からきていた。
GameInformerの Matt Helgesonは10点満点中3.0点をつけ、「もしWiiコントローラに長時間手が拘束され、腕を素早く上下させるようなことになっても、こうはならないだろう。」と話した。
このゲームのキャラクターデザインを手がけたロドニー・グリーンブラットは「いいや、僕はこのゲームで楽しめない。ほんとにみんなだめになってしまった。勤勉で才能ある人々がいろいろあって失敗したことについての本が書きたいくらいさ。」と、このゲームの低評価に落胆した様子を見せた。
なお、このゲームは『パラッパラッパー2』以来、松浦雅也が再びヨーロッパとアメリカ市場向けに発売したゲームでもあった。

## スタッフ
- キャラクターデザイン:ロドニー・グリーンブラット